# Сятракасы (Мариинско-Посадский район)
 Сятракасы (чув. Ҫатракасси) — деревня в Мариинско-Посадском муниципальном округе Чувашской Республики. Входила с 2004 до 2023  в состав Аксаринского сельского поселения. С 2023 года входит в Аксаринский территориальный отдел.

## География
Находится в северо-восточной части Чувашии, на расстоянии приблизительно 25 км на юго-восток от районного центра города Мариинский Посад.

## История
Известна с 1858 года. В 1897 году было учтено 288 жителей, в 1926 — 71 двор, 357 жителей, в 1939—377 жителей, в 1979—624. В 2002 году было 149 дворов, 2010—122 домохозяйства. В 1931 образован колхоз «К. Ворошилов».

## Население
Постоянное население составляло 340 человек (чуваши 97 %) в 2002 году, 267 в 2010.